# Галюза Сергій Сергійович
Сергій Сергійович Галюза (нар. 27 вересня 1981, Ворошиловград) — український футболіст, що грав на позиції захисника, півзахисника. Відомий за виступами в низці українських клубів, а також у командах вищих дивізіонів Білорусі, Литви і Молдови. після завершення виступів на футбольних полях — футбольний функціонер та науковий працівник.

## Клубна кар'єра
Сергій Галюза розпочав займатися футболом у СДЮШОР при клубі «Зоря» з Луганська. Перший тренер — заслужений тренер України Шакун Олександр Дмитрович. Розпочав виступи на футбольних полях у 1997 році в клубі першої ліги «Авангард-Індустрія» з Ровеньок, проте протягом сезону зіграв лише 8 матчів, та повернувся до складу луганської «Зорі». Але й у луганській команді він не став гравцем основи, й за два роки перебування в клубі зіграв лише 1 матч у турнірі другої ліги, переважно граючи в складі другої команди клубу в змаганнях аматорів. У 2001 році Сергій Галюза перейшов до складу команди першої ліги «Чорноморець» з Одеси, проте й у цій команді футболіст грав виключно за фарм-клуб у другій лізі.
У кінці 2003 року Сергій Галюза став гравцем команди білоруської вищої ліги «Дніпро-Трансмаш» з Могильова. У цій команді він зумів стати гравцем основного складу, та грав у складі білоруської команди до кінця 2005 року, за виключенням нетривалої оренди до російського «Орла». У 2006 році Галюза грав у складі литовської команди вищого дивізіону «Шяуляй». На початку 2007 року футболіст грав у аматорській команді «Металург-НПВК» з Лутугиного. У другій половині року Галюза грав у команді української першої ліги «Кримтеплиця», а на початку 2008 року в іншій команді першої ліги «Прикарпаття» з Івано-Франківська. У другій половині року футболіст грав у складі команди найвищого дивізіону Молдови «Дачія» з Кишинева. На початку 2009 року Галюза грав у складі команди першої ліги «Севастополь». Сезон 2009—2010 років футболіст провів у складі команди другої ліги «Суми», а в другій половині 2010 року грав у складі команди першої ліги «Дністер» (Овідіополь). У 2011—2012 роках Сергій Галюза грав у складі аматорських команд Луганська і Краснодона, після чого завершив виступи на футбольних полях.

## Після завершення виступів на футбольних полях
Після завершення виступів на футбольних полях Сергій Галюза спочатку працював у Луганській, а пізніше в Одеській обласній федерації футболу, де займається розвитком дитячого футболу та відповідає за навчання тренерів. Сергій Галюза також захистив кандидатську дисертацію з теми розвитку студентського футболу, та працює завідуючим кафедрою фізичного виховання Одеської національної академії зв'язку.

## Особисте життя
Братом Сергія Галюзи є Ілля Галюза, який грав у низці футбольних клубів України, Литви та Білорусі, часто перетинаючись у футбольній кар'єрі з братом. Сергій Галюза одружений з 2010 року та має трьох дітей — сина і двох доньок. У 2014 році переїхав до Одеси.  Разом з братом заснували, організували та проводили щорічний дитячий турнір в Луганську, який був для його 10-річних учасників безкоштовним.